# 英仏戦争
英仏戦争（えいふつせんそう）とは、イングランドまたはイギリスとフランスとの間で闘われた戦争である。
- 1123-1135年 - 無政府時代に関連したフランスの介入
- 1202-1204年 - フランスのノルマンディー侵攻
- 1215-1217年 - 第一次バロン戦争
- 1337-1453年 - 百年戦争
- 1496-1498年 - 第一次イタリア戦争の一環
- 1512-1514年 - カンブレー同盟戦争の一環
- 1522-1526年 - 第三次イタリア戦争の一環
- 1542-1546年 - 第四次イタリア戦争の一環
- 1557-1559年 - 第六次イタリア戦争の一環
- 1627-1629年 - 三十年戦争の一環
- 1666-1667年 - 第二次英蘭戦争に関連して起こった戦闘
- 1689-1697年 - 九年戦争の一環
- 1702-1713年 - スペイン継承戦争の一環
- 1744-1748年 - オーストリア継承戦争の一環
- 1744-1763年 - カーナティック戦争
- 1756-1763年 - 七年戦争の一環
- 1778-1783年 - アメリカ独立戦争の一環
- 1793-1802年 - フランス革命戦争の一環
- 1803-1814年 - ナポレオン戦争の一環、半島戦争など参照
- 1815年 - ナポレオン戦争の一環、第七次対仏大同盟など参照